# Одрижин

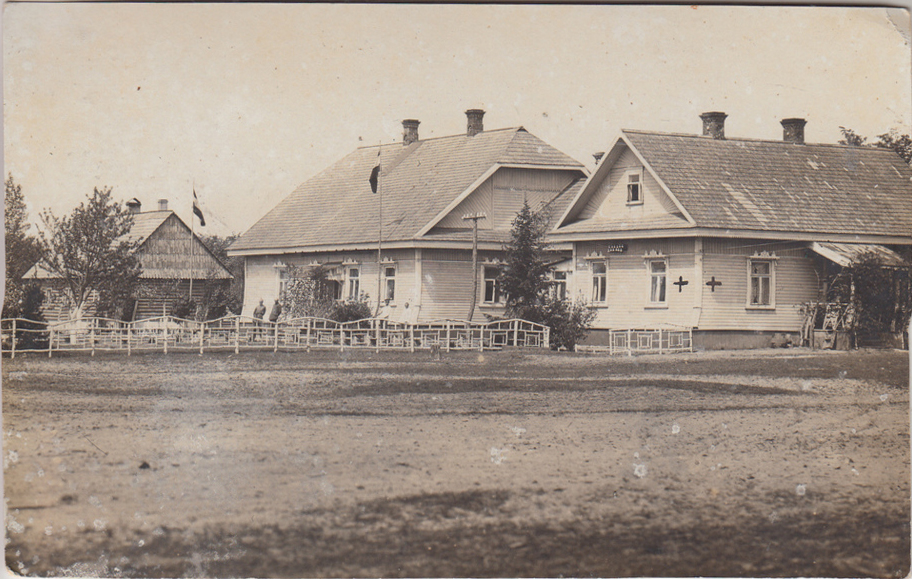
Фото городка до 1917 г.

Одрижи́н (бел.Адрыжын) — агрогородок в Брестской области. Является административным центром Одрижинского сельсовета.

## Описание
В деревне есть школа и детский сад. Из заведений общепита имеется небольшое кафе. Действуют два магазина. Один из низ — «Юданак торг». Также функционируют спортивный комплекс и дом культуры с библиотекой внутри. Главным зданием в агрогородке является местный сельсовет. Действует православная церковь Святого Архангела Михаила.

## История
В годы Великой Отечественной Войны деревня подверглась нападению солдат Фашистской Германии. До этого в деревне жило 565 человек. В мае 1943 года гитлеровцы разрушили 113 домов и убили 78 жителей деревни.

## Гидрография
К востоку от агрогородка находится озеро Песчаное.

## Известные уроженцы
- Сергей Генадьевич Беляев (род. 1961) — белорусский архитектор.